# 罗舍
罗舍是德国下萨克森州的一个市镇。总面积71.91平方公里，总人口2010人，其中男性1008人，女性1002人（2011年12月31日），人口密度28人/平方公里。